# Russula delica
Russula delica (Elias Magnus Fries, 1838), denumită în popor vinețică lăptoasă sau crănțănei, este o specie de ciuperci comestibile din încrengătura Basidiomycota în familia Russulaceae și de genul Russula. Acest burete coabitează, fiind un simbiont micoriza (formează micorize pe rădăcinile arborilor). În România, Basarabia și Bucovina de Nord apară foarte des, dar numai pe soluri calcaroase sau neutrale în șiruri sau cercuri mari, în păduri de conifere mai ales sub molizi precum în cele de foioase pe lângă aluni, carpeni, fagi păducei și stejari, de la câmpie la munte, din iunie până la sfârșitul lui octombrie.

## Descriere

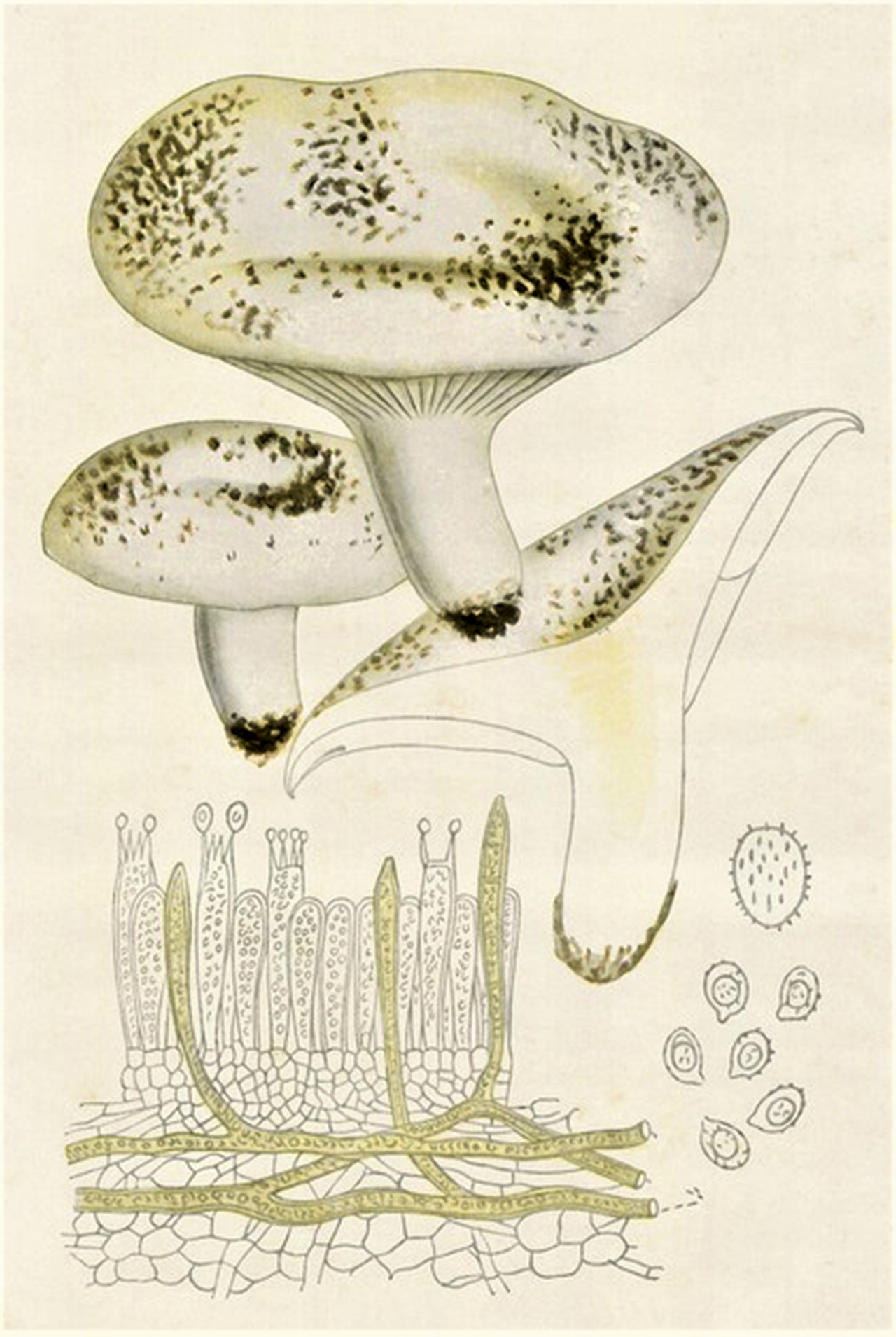
Bres.: Russula delica

- Pălăria: are un diametru de 5-17 (20) cm, este cărnoasă, tare dar friabilă, inițial convexă cu marginea răsfrântă spre picior, apoi din ce în ce mai plată precum adâncită în centru și la deplină maturitate ia formă de pâlnie, adesea cu pete ruginii la margine. Cuticula este netedă, mată și uscată care crapă la secete. Coloritul este de un alb murdar care devine cu avansarea în maturitate adesea ocru deschis. La atingere se colorează ocru-maroniu pe din afară, dar nu-și schimbă culoarea prin rupere.
- Lamelele: sunt inegale și bifurcate, nu prea înalte și lăcrimează la umezeală, fiind la început foarte dese și înguste, aderate la picior, apoi destul de distanțate și în bătrânețe decurente de-a lungul lui. Culoarea este albă cu o ușoară tentă albăstruie.
- Piciorul: are o înălțime de 2-6 cm și o lățime de 2-5 cm, este destul scurt în relație cu pălăria, fiind robust și dur, cilindric sau ușor subțiat spre pălărie acolo adesea palid albăstrui, cu o suprafață netedă, mată, la bătrânețe lucioasă, uneori chiar ceva zgrunțuroasă. Culoarea este albă, căpătând cu timpul deseori nuanțe verzuie sau albăstruie foarte slabe.
- Carnea: este albă, tare, compactă și fragilă care nu-și schimbă coloritul la tăiere. Nu secretă nici un fel de suc/lapte.  Mirosul este în tinerețe plăcut fructuos, dar la bătrânețe dezgustător de heringi și gustul la început dulceag, apoi iutișor (la exemplare tinere nu mereu). Specia este adesea infestată de Asterophora parasitica.
- Caracteristici microscopice: are spori elipsoidali, verucoși, câteodată reticulați, cu o mărime de 8-11,5 x 5-8,5 microni. Pulberea lor este albicioasă până ușor crem.[3][4]
- Reacții chimice: Buretele se decolorează cu anilină repede roșiatic, cu lactofenol violet-maroniu, cu naftolul α repede violet și cu tinctură de Guaiacum intensiv verde.[5]

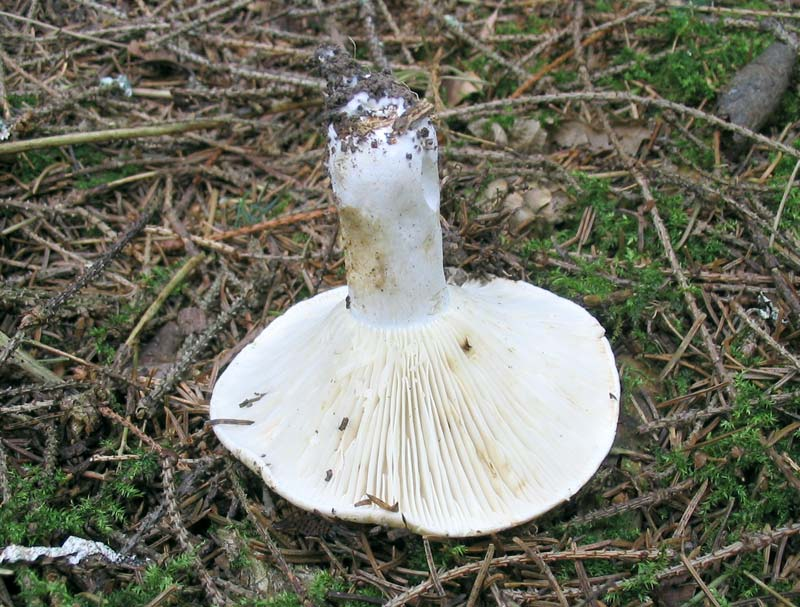
R. delica, lamele și picior
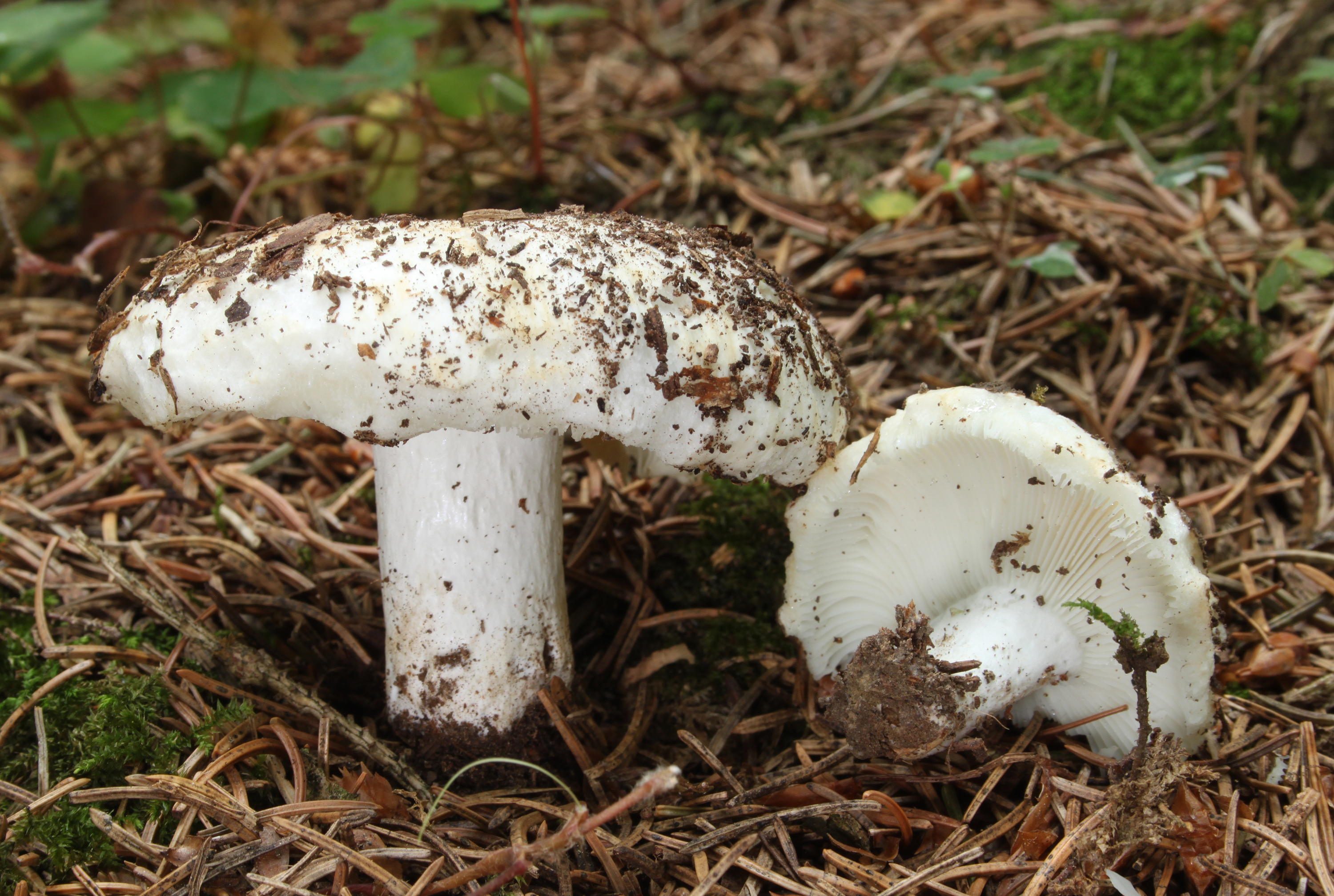
R. delica mai tinere
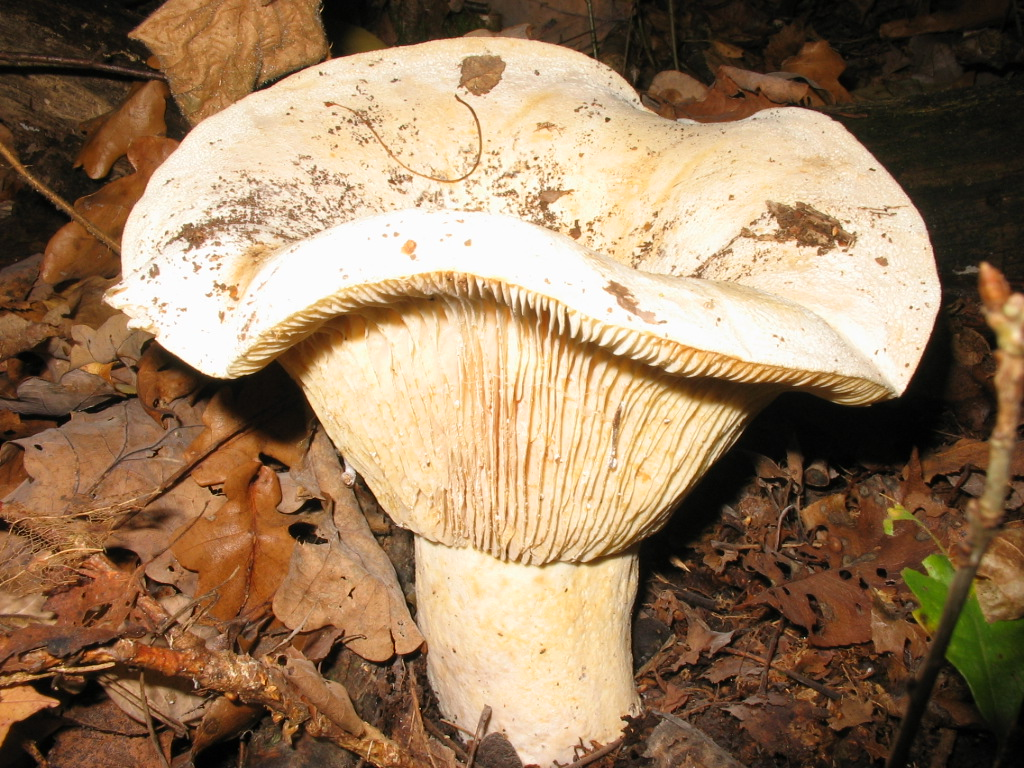
R. delica bătrână
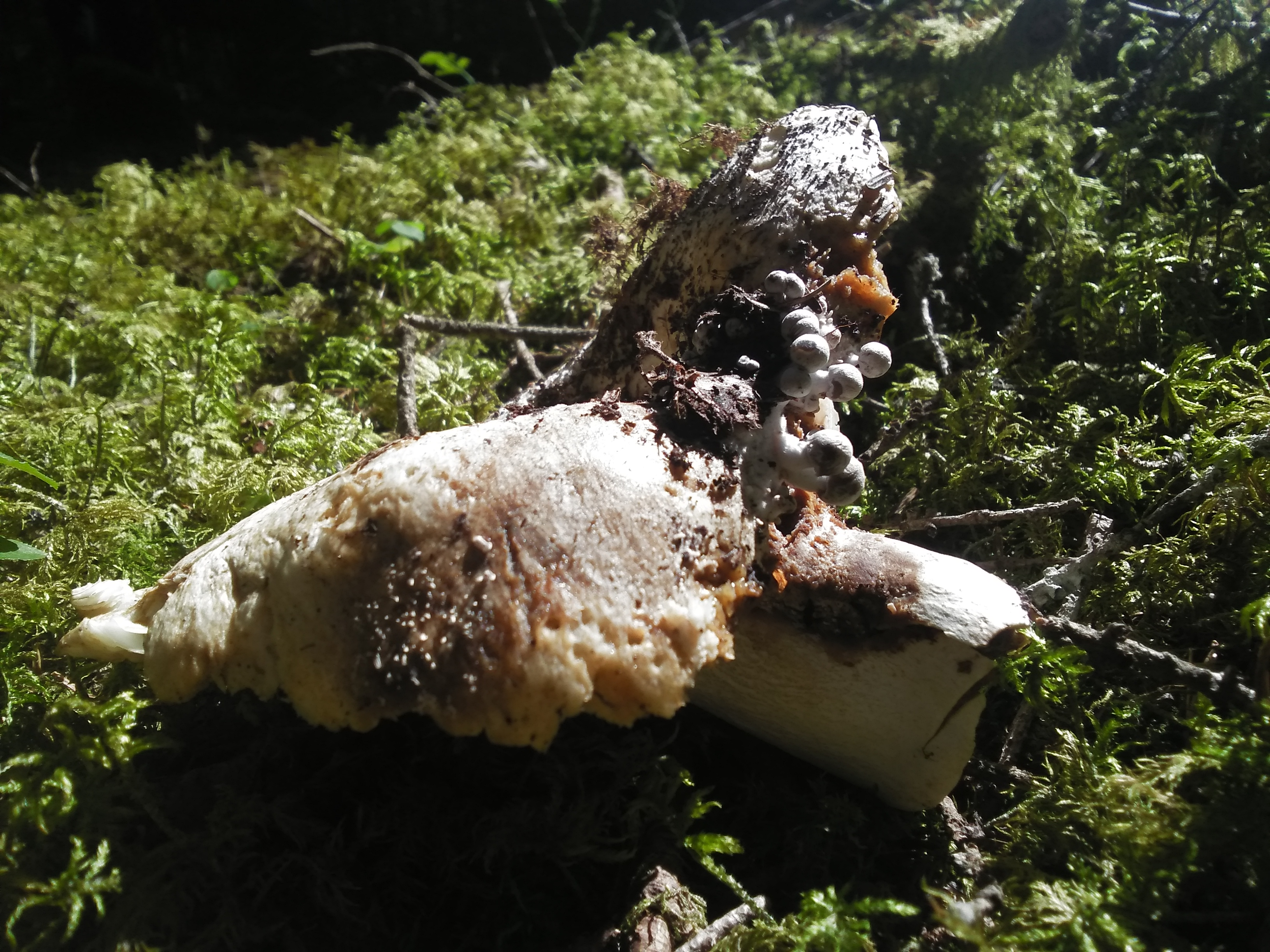
Asterophora parasitica pe R. delica

## Confuzii
Vinețica lăptoasă poate fi confundată în primul rând cu câțiva bureți ai genului propriu, ca de exemplu cu gemenul ei Russula chloroides care este numai foarte greu de deosebit (comestibil, în mediu mai mare, lamelele mai distanțate, trunchi foarte scurt) sau cu Russula galochroa (comestibil, în mediu mai mic, coloritul cuticulei alb ca fildeșul, dar și gri deschis, sa ocru pal, în vârstă cu tonuri rozalii).
Dacă nu se ia în considerare lipsa de suc/lapte alb ale acestei ciuperci, ea poate fi confundată cu specii relativ inofensive de genul Lactarius, de exemplu cu: Lactarius controversus (necomestibil fiind extrem de iute, crește sub plopi sau anini, pălărie cu zone rozalii precum lamele cu benzi palid-roșiatice), Lactarius glaucescens, sin. Lactarius pergamenus (comestibil dar iute, se dezvoltă numai în păduri de foioase, mai mic și subțire, se decolorează după tăiere gălbui), Lactarius pallidus (necomestibil), Lactarius piperatus (comestibil),  Lactarius pubescens (otrăvitor, extrem de iute, se dezvoltă în afară de păduri prin iarbă sub mesteceni, cu cuticulă albicioasă până palid rozalie, marginea piciorului fiind neregulat ondulată precum pletoasă cu franjuri, miros de mușcată), Lactarius resimus (necomestibil), Lactarius trivialis sin. Lactarius bertillonii var. queletii (necomestibil pentru că prea iute, se dezvoltă numai sub foioase, cu mare drag sub castani, lamele foarte îndepărtate, buretele original cu cuticula colorată spre gri-roz, variația queletii însă este albă) sau Lactarius vellereus (necomestibil, foarte iute, amărui și zgârcind, lamele mai depărtate deseori bifurcate, cuticulă lânos-împâslită).

## Specii asemănătoare

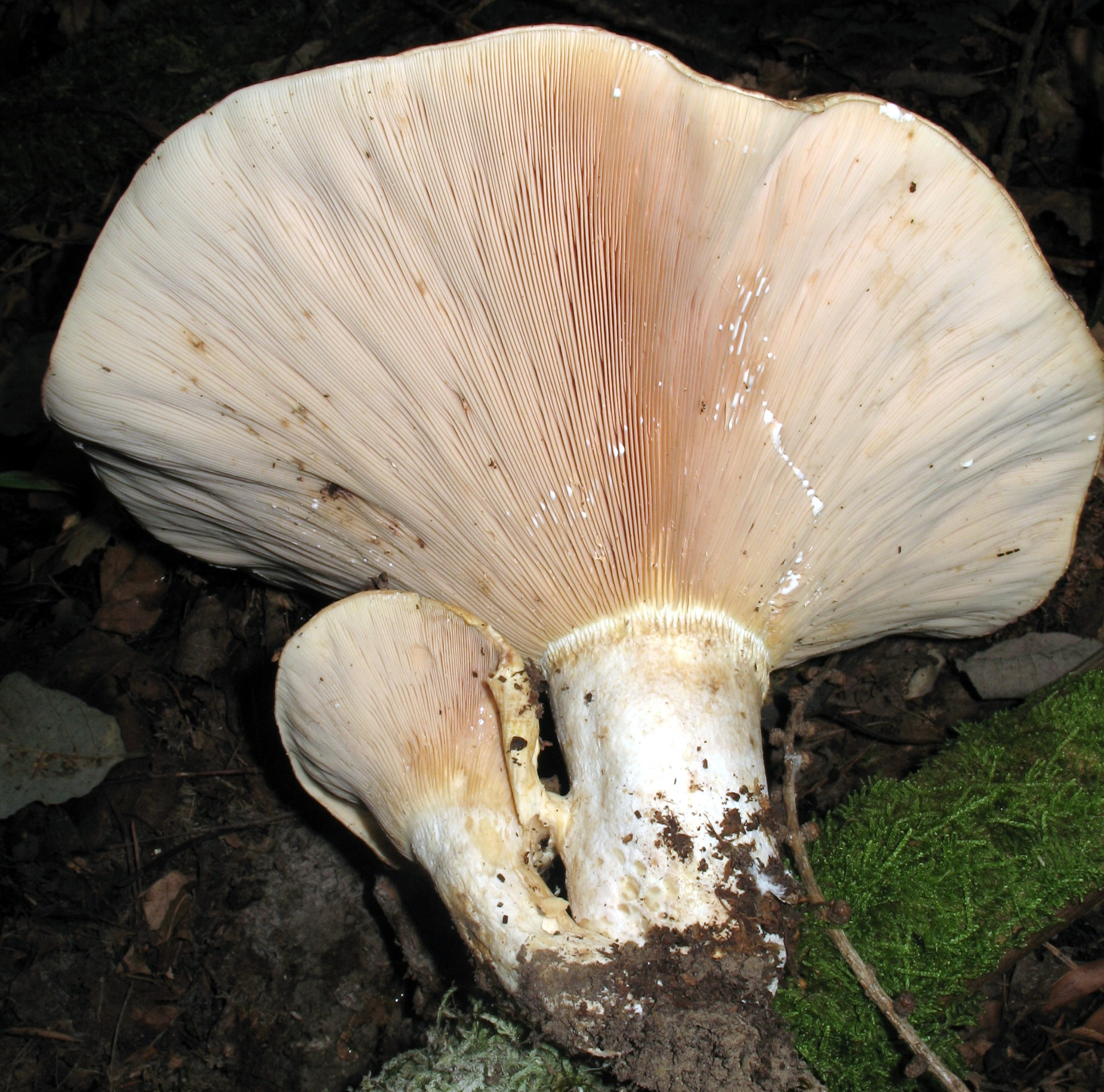
!Lactarius controversus!
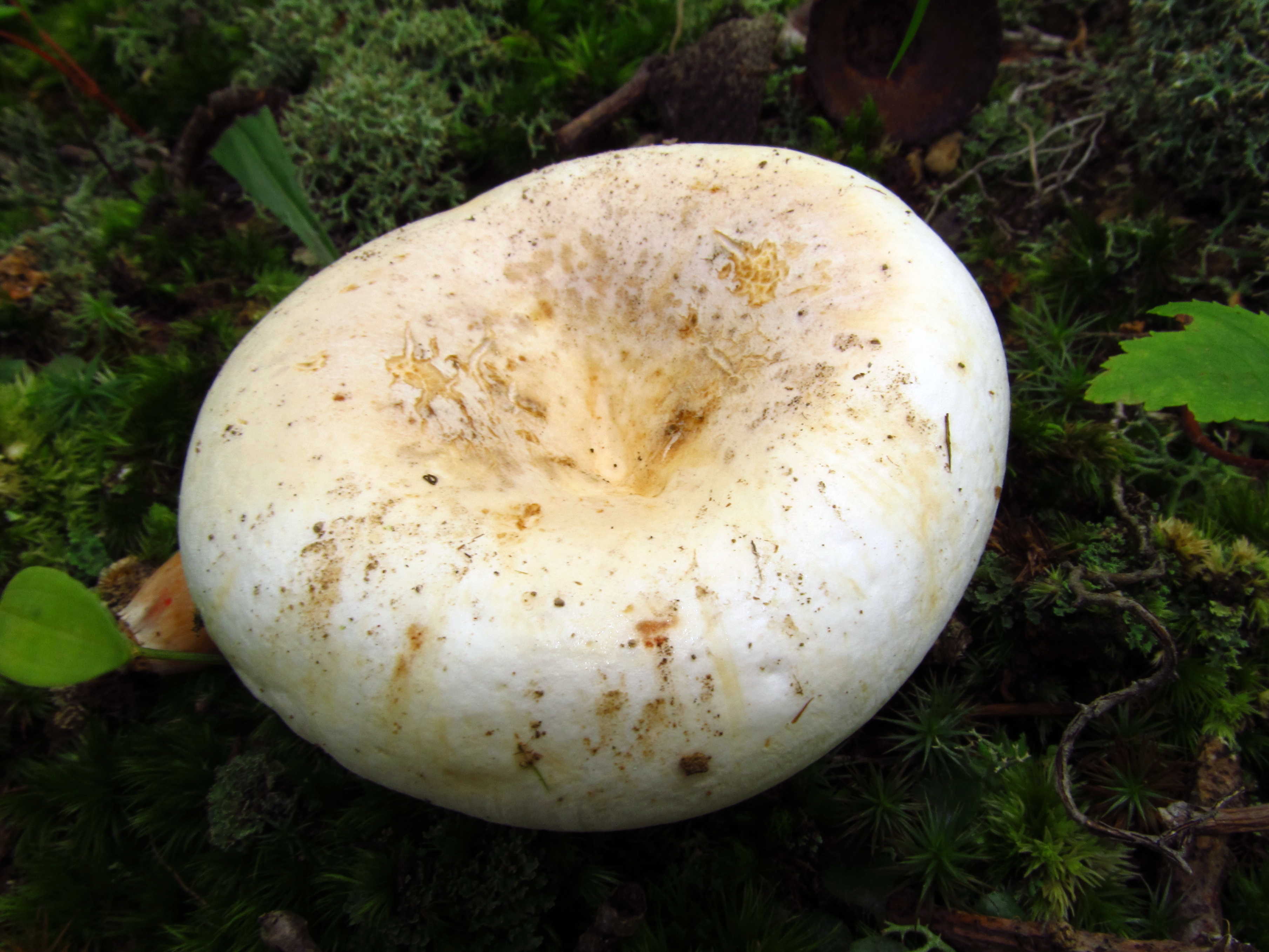
!Lactarius glaucescens, sin. pergamenus!
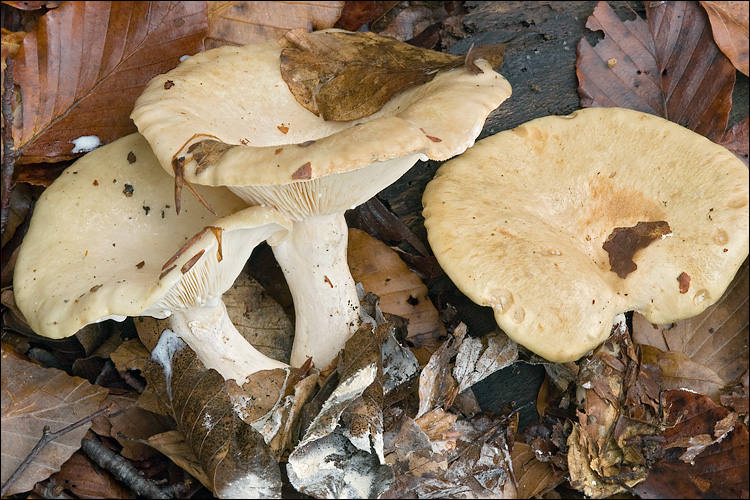
!Lactarius pallidus!
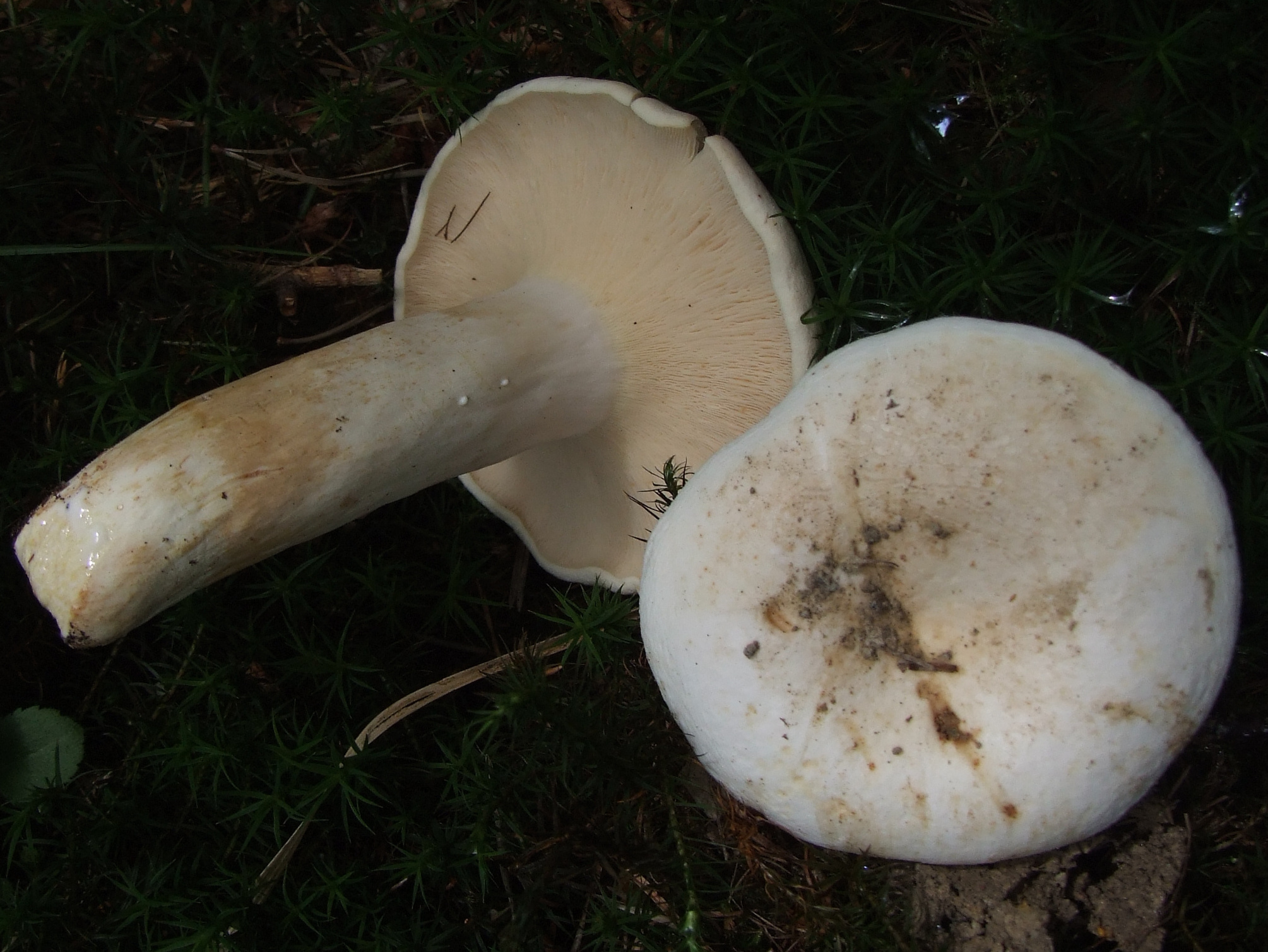
Lactarius piperatus
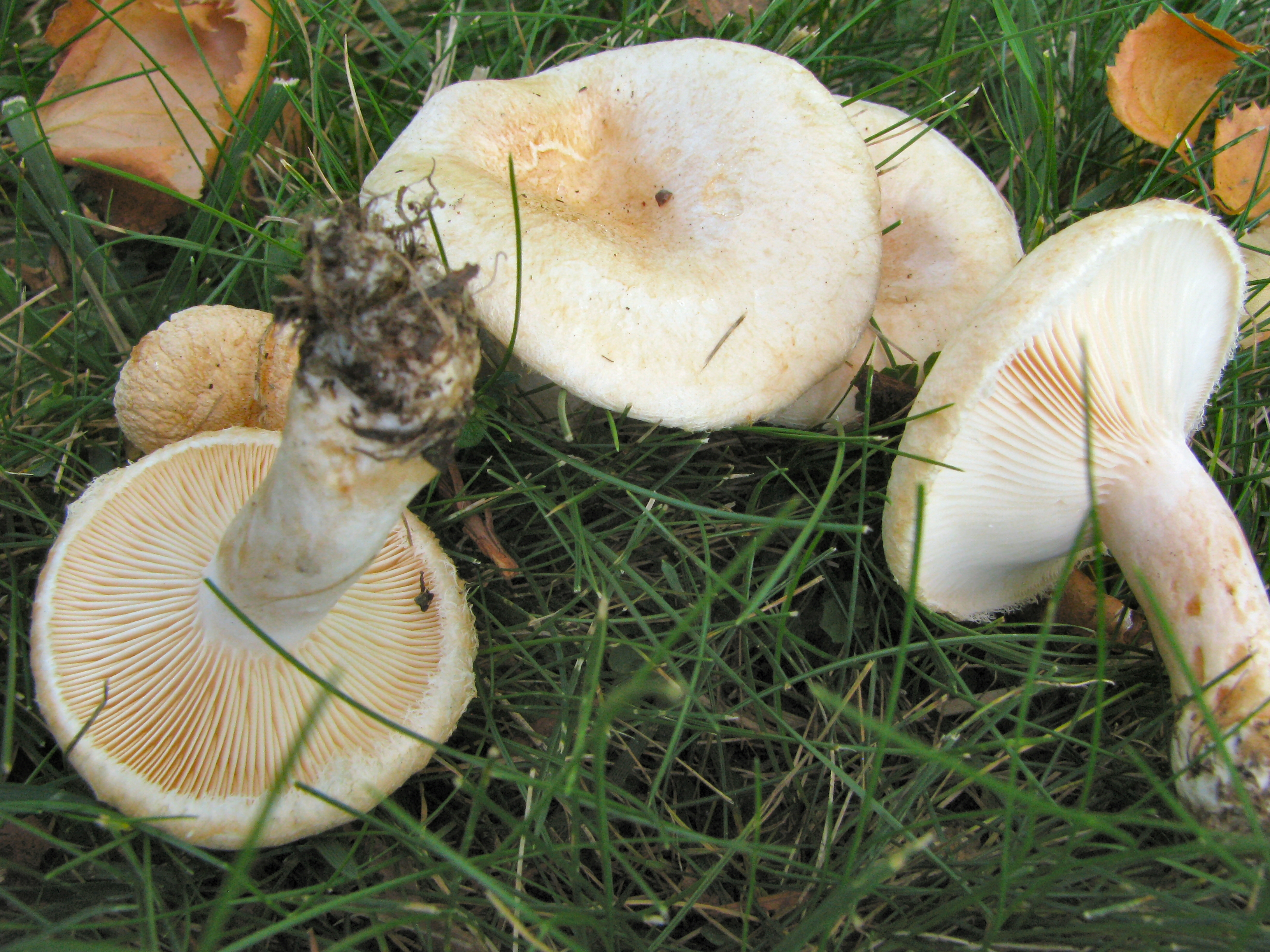
!Lactarius pubescens!
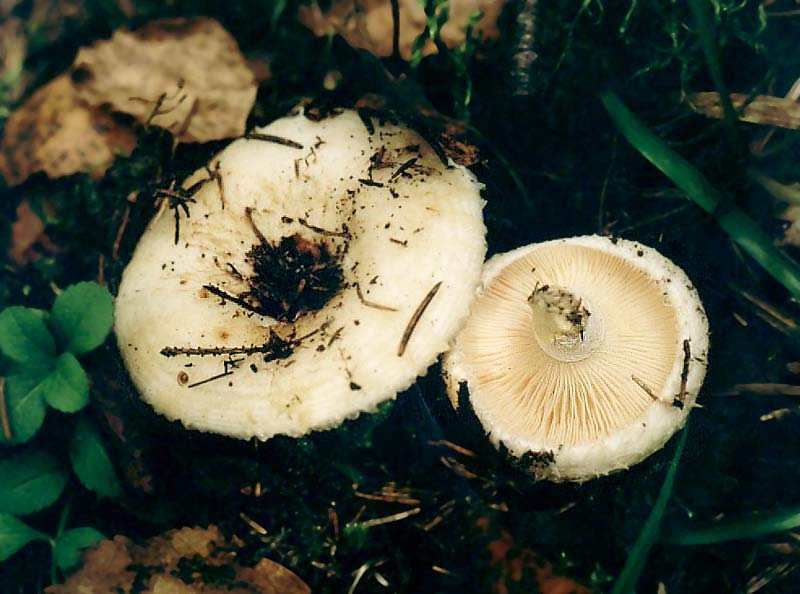
!Lactarius resimus!
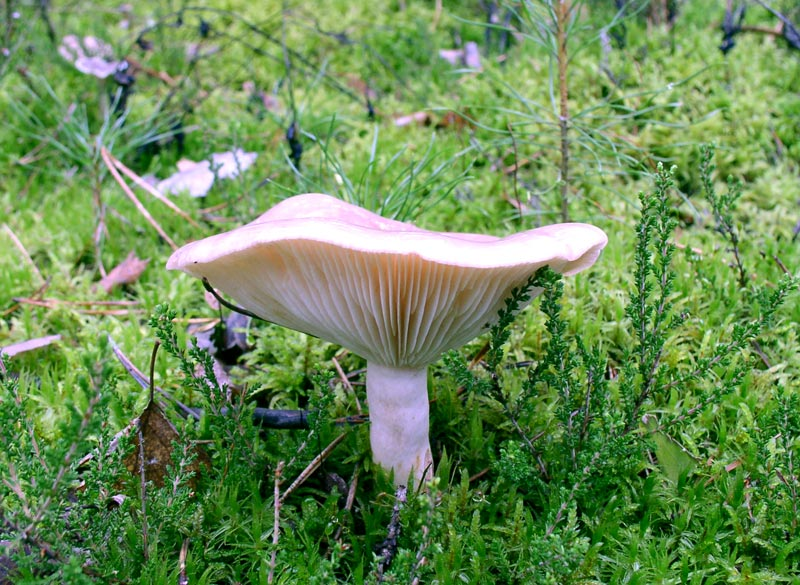
!Lactarius trivialis sin. bertillonii!
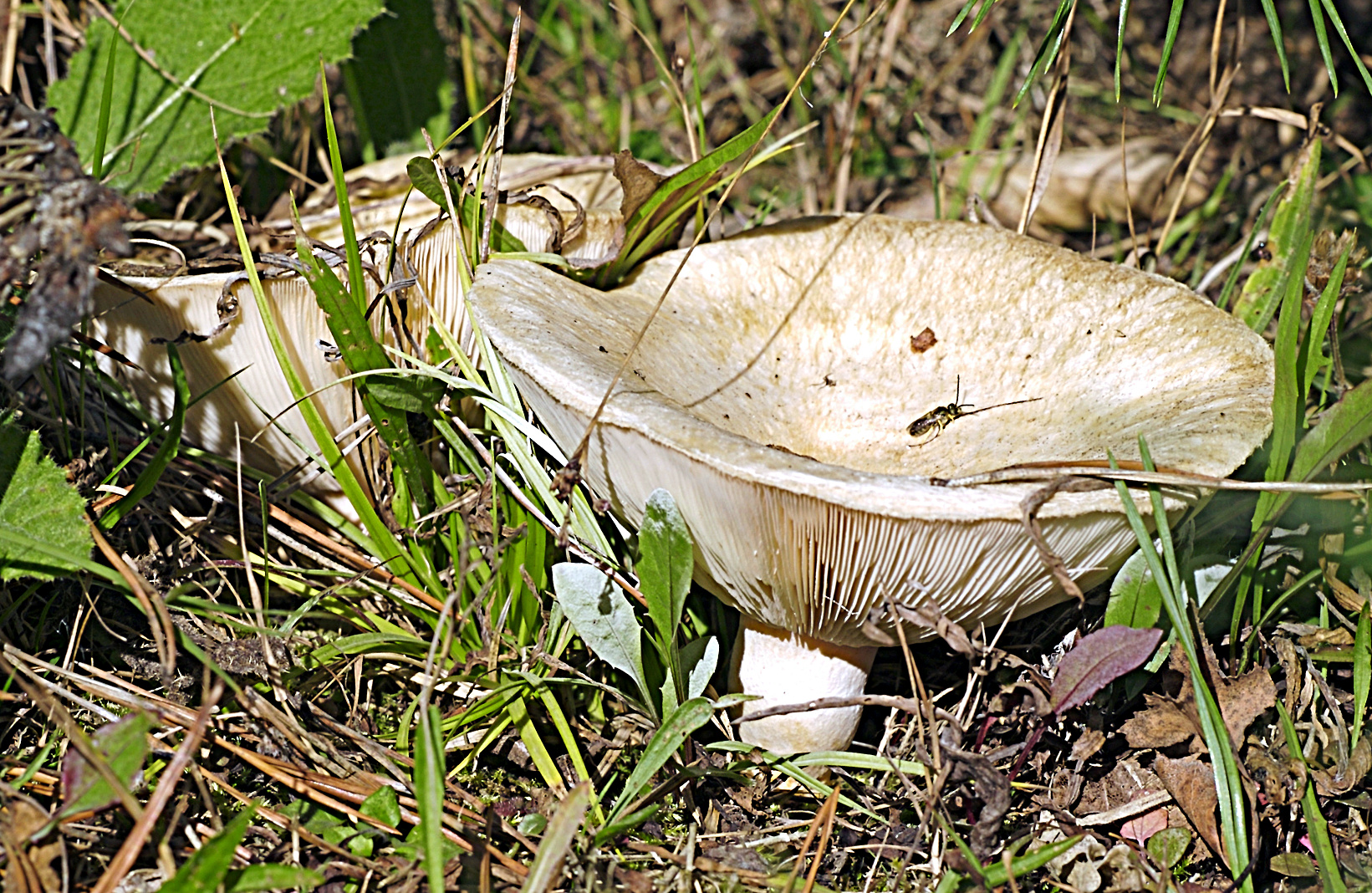
!Lactarius vellereus!
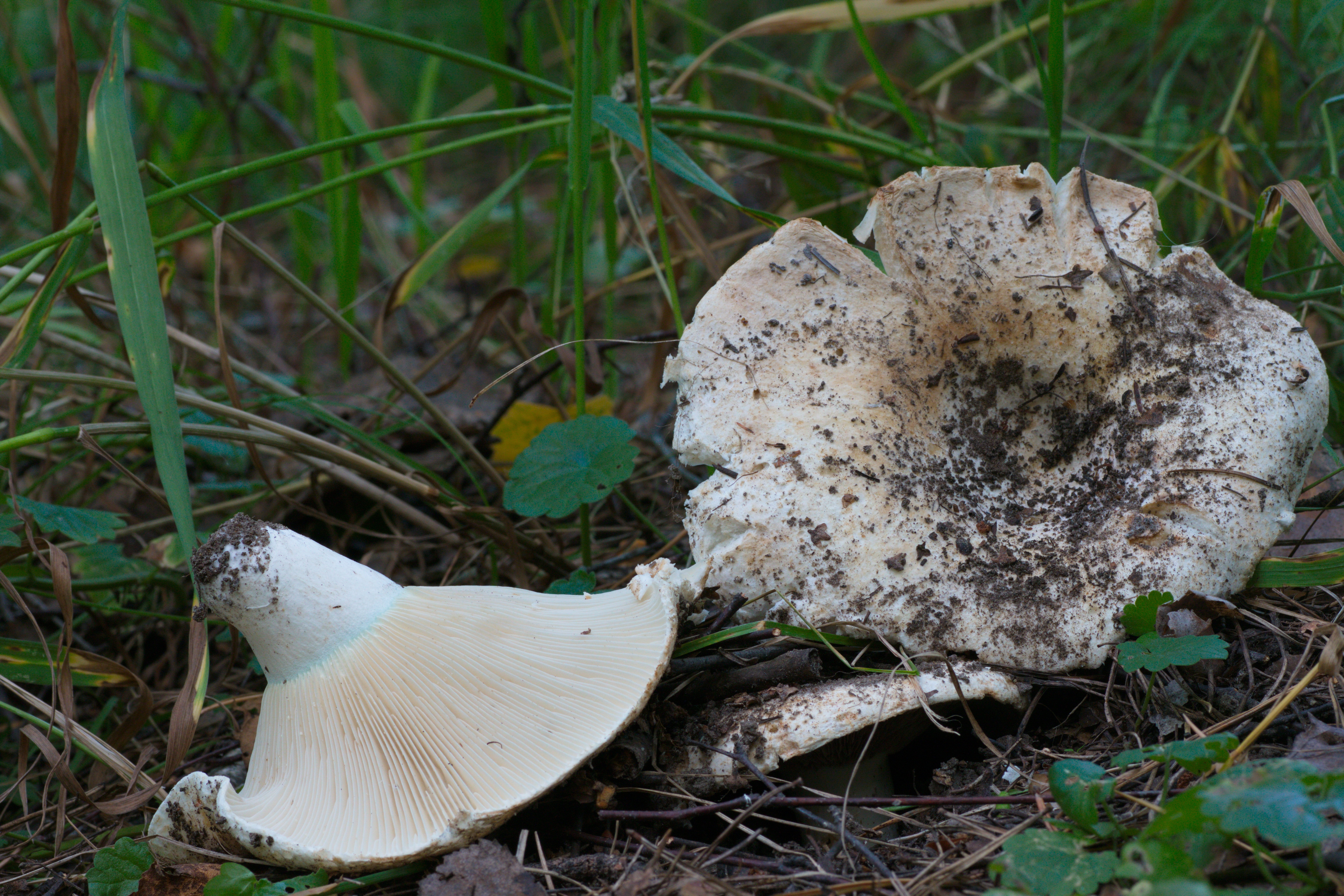
Russula chloroides
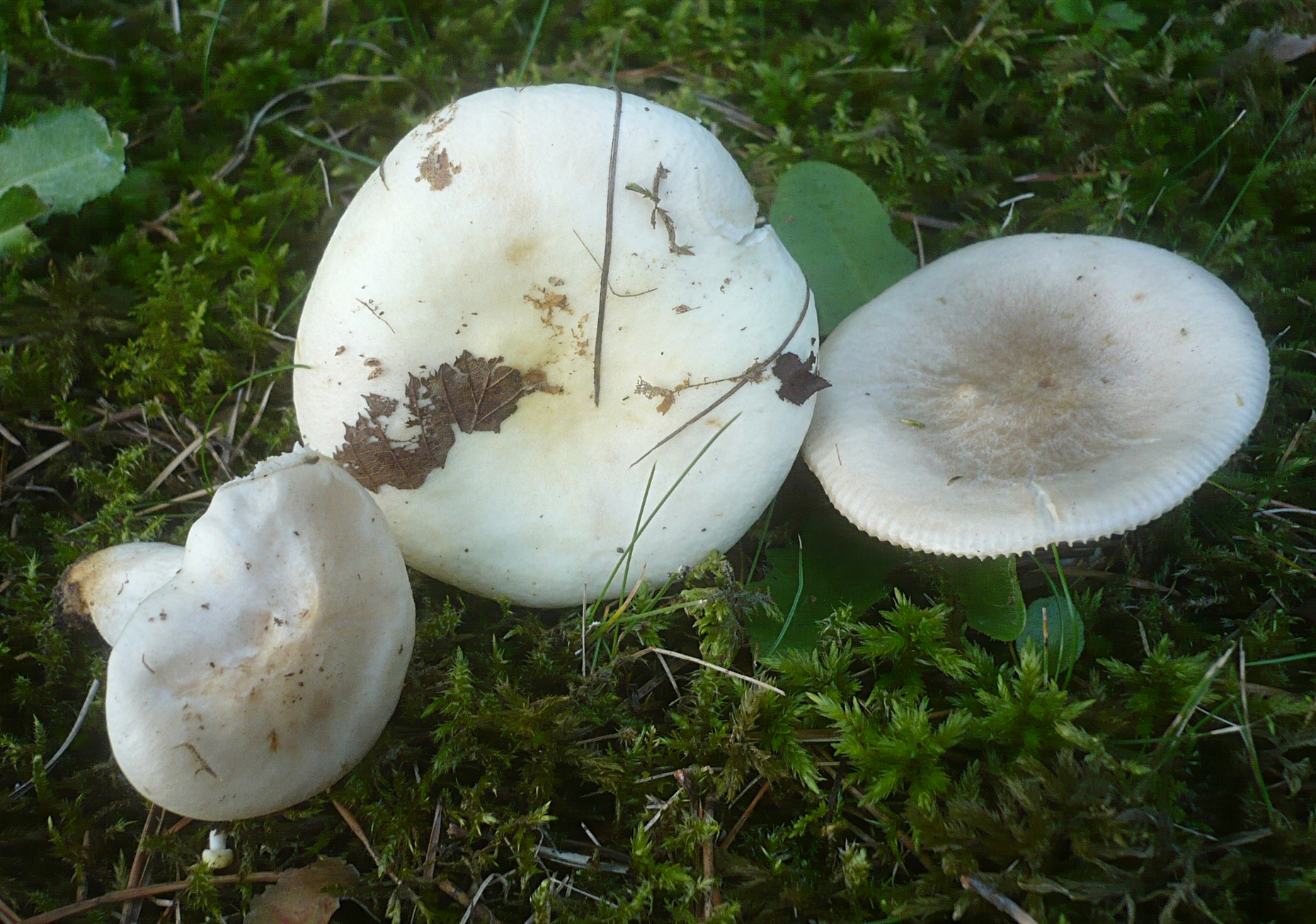
Russula galochroa

## Valorificare
Buretele cu carnea lui tare și ușor iute se prăjește tradițional cu slănină și/sau presărat cu brânză de gust mai intensiv (oaie, capră), respectiv în unt cu ceapă și felii de slănină ori umplut cu, de exemplu, cașcaval și pus la cuptor precum fript la grătar. Mai departe, vinețica lăptoasă poate fi marinată în diverse moduri ca și alte ciuperci. Conservată în ulei sau oțet este una din cei mai gustoși sorți.
Carnea buretelui are proprietăți antimicrobiene și antioxidante datorită conținutului de fenoli, acid ascorbic, β-caroten și licopen. El poate acumula uneori cantități însemnate de metale grele (în special cobalt).